# Lê Bá Dương
Lê Bá Dương (sinh ngày 11 tháng 9 năm 1953), còn có các bút danh Tư Lê, Lý Quảng Trịnh, Triệu Gio Cam, nguyên là sĩ quan Quân đội Nhân dân Việt Nam tại thành cổ Quảng Trị và hiện là nhà báo, nghệ sĩ nhiếp ảnh thuộc Hội Nghệ sĩ Nhiếp ảnh Việt Nam, phóng viên thường trú của báo Văn hóa tại Nha Trang.
Là tác giả bài thơ 4 câu nổi tiếng mang tên Lời gọi bên sông (còn được biết đến với tên gọi Đò xuôi Thạch Hãn), Lê Bá Dương cũng là người khởi xướng nên phong trào kết bè thả hoa thường niên trên dòng sông Thạch Hãn vào ngày 27 tháng 7 để tưởng niệm vong linh đồng đội, những người đã ngã xuống mảnh đất Quảng Trị trong cuộc chiến khốc liệt của Mùa hè đỏ lửa, 1972.

## Tiểu sử
Lê Bá Dương sinh ngày 10 tháng 4 năm 1953 tại Nghệ An và trải qua tuổi thơ tại đây. Tháng 4 năm 1968, khi mới 15 tuổi anh khai tăng tuổi để được nhập ngũ. Sau hai tuần huấn luyện và một tháng hành quân, Lê Bá Dương vào chiến đấu ở Quảng Trị. Đồng đội thường đem theo ảnh người thân, người yêu, kỷ niệm... còn Dương thường mang thêm tấm ảnh chủ tịch Hồ Chí Minh.

## Đời binh nghiệp
Trong trận chiến đầu tiên của anh tại thôn Đông Trì thuộc mặt trận Đông Hà, mới 15 tuổi 49 ngày Lê Bá Dương đã trở thành dũng sĩ cấp II nhờ chiến công hạ được chục lính Mỹ. Trong trận đánh đồi Thám Báo (cao điểm 544), anh cùng ba đồng đội chiến đấu gần một ngày, đẩy lùi rất nhiều đợt tấn công của 2 đại đội Mỹ. Cuối cùng, khi địch quân tràn ngập trận địa, Dương giật 3 quả pháo hiệu làm hiệu cho pháo binh bắn phá hủy trận địa tiêu diệt địch, chấp nhận cùng hy sinh nhưng may mắn anh chỉ bị ngất đi.
Lúc mơ màng, anh đã dùng máu từ vết thương mình viết vào sau tấm ảnh Hồ Chí Minh: "Bác Hồ ơi, bắt đầu từ hôm nay 20.6 con cùng đồng đội bắt đầu nổ súng diệt địch dự chốt đến cùng. Quán diệt được 7 tên. Hòe, Dương hơn một chục. Ghi sâu lời Bác dạy, hễ còn tên xâm lược trên đất nước ta thì ta còn chiến đấu quét sạch nó đi. Bác ơi trách nhiệm, quyết tâm của chúng con là dự chốt".
(Do trong thời điểm mất dần nhận thức, Dương viết sai chính tả chữ "giữ" thành "dự")
Sau khi được chữa trị ở quân y viện dã chiến, Dương mong đợi quay lại đơn vị tiếp tục chiến đấu và trở thành người chỉ huy trẻ nhất mặt trận (và cũng là một trong những dũng sĩ trẻ nhất) khi mới 17 tuổi.
Từ 1968 đến 1973, qua nhiều trận đánh vào sinh ra tử trên khắp chiến trường Quảng Trị, Lê Bá Dương đã được phong tặng các danh hiệu như "dũng sĩ diệt cơ giới", "dũng sĩ diệt máy bay". Trên mặt trận B5 (đường 9, Quảng Trị) đương thời từng dấy lên phong trào "Xung kích như Lê Bá Dương, chốt chặt như Lê Bá Dương". Các tờ báo Nhân dân, báo Quân đội Nhân dân, báo Tiền phong từng có nhiều bài viết và in ảnh Lê Bá Dương mặt trẻ măng, kẹp AK giữa chiến trường, với ánh mắt trong veo và đôi môi mím chặt. Năm 1972 Lê Bá Dương tham gia trận thành cổ Quảng Trị và ở trong đội hình trung đoàn Triệu Hải (trung đoàn 27, sư 390). Do sự khốc liệt trong trận địa của thị xã Quảng Trị, trung đoàn 27 bị tổn thất nặng, đặc biệt là lúc các đoàn tân binh ở miền bắc bơi sang sông bị nước cuốn trôi, nên trung đoàn ông rút quân khỏi chiến trường, về vùng hậu cứ củng cố.
Một trận đánh khác tại Tây Bắc huyện lỵ Cam Lộ đã trở thành cội nguồn của việc sau này anh về thắp hương trên núi, trên đồi, thả hoa xuống suối sông. Đêm đó, sau trận đánh cao điểm 322 (giữa tháng 11 năm 1969), đại đội của anh lúc ấy gồm 67 người vừa mới dừng chân để nấu ăn thì một loạt bom B52 dội xuống đội hình. Trận bom quét qua chỉ mấy giây đồng hồ nhưng đại đội chỉ còn lại 6 người.
Sau hòa bình lập lại, là một người lính trở về với thời bình mang trên mình 14 vết thương và 1 ngón tay để lại chiến trường, 22 lần phải động đến dao kéo bàn mổ, Lê Bá Dương vẫn tiếp tục chụp ảnh và cầm bút với tư cách phóng viên thường trú báo Văn Hóa tại chi nhánh khu vực Nam Trung Bộ và Tây Nguyên (Nha Trang), hội viên Hội Nghệ sĩ Nhiếp ảnh Việt Nam và hội viên Liên đoàn Nhiếp ảnh quốc tế (FIAP).

## Nghĩa cử thả hoa

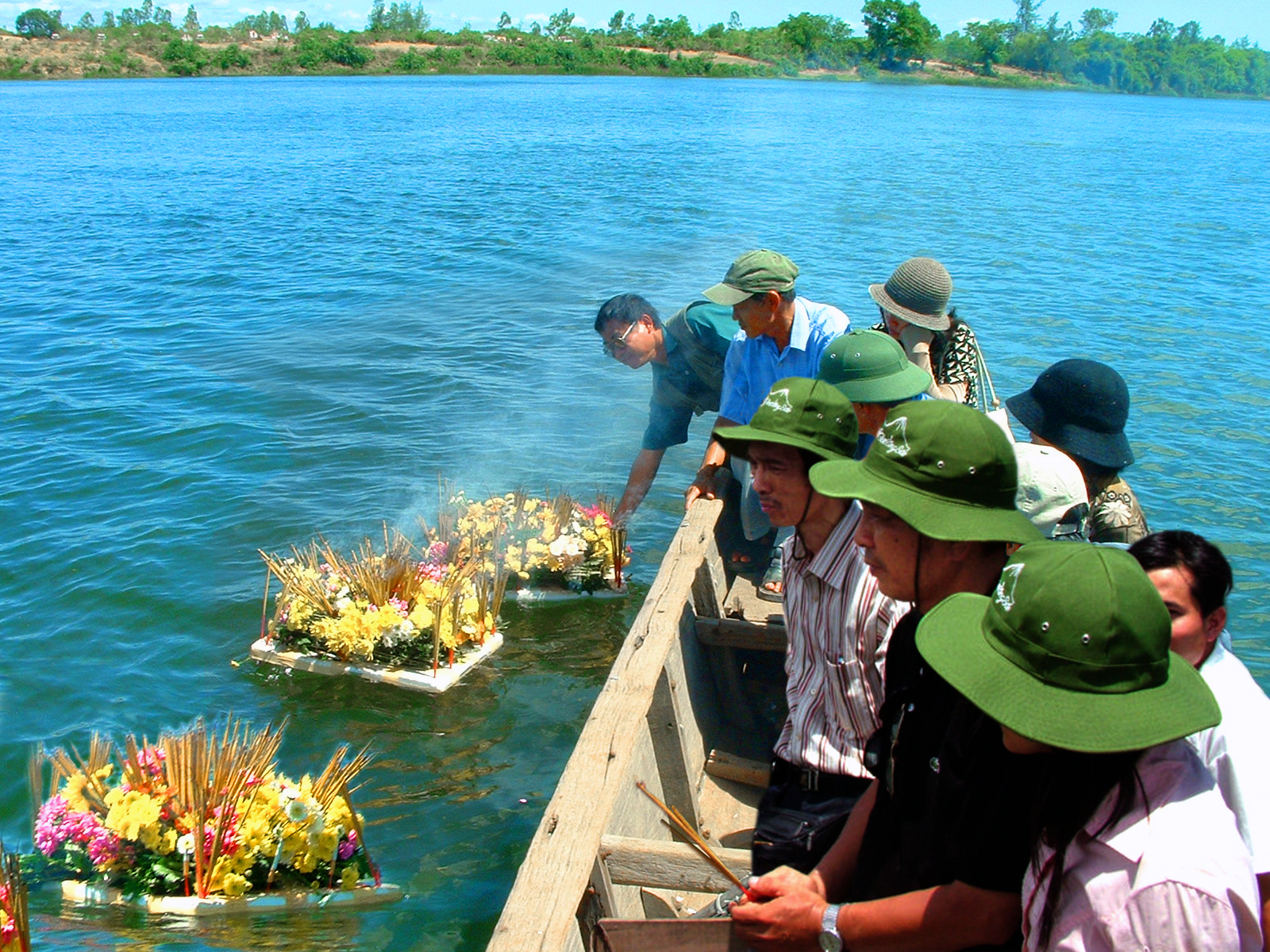
Lễ thả hoa trên dòng sông Thạch Hãn

Năm 1976, từ Nha Trang trở lại thăm chiến trường Quảng Trị, Lê Bá Dương đã lặng lẽ hái hoa dại, mua hoa ở chợ thả ở Bến Tắt, phía Tây Bắc của nghĩa trang Trường Sơn để tưởng nhớ những người đồng đội đã ngã xuống và nằm lại vĩnh viễn tại nơi này. Cứ thế sau đó ông thả hoa ở cầu Đuồi, cầu Lai Phước trên sông Hiếu, sông Ô Lâu và trên sông Thạch Hãn.
Ông tâm sự:
| “                | Qua nhiều trận đánh, tự tay tôi đã vuốt mắt, chôn hàng trăm đồng đội. Không chỉ là những mất mát đến xót xa một lúc cả trăm, cả ngàn người lính, mà còn là nỗi đớn đau khi nhiều người lính không còn đủ hình hài để có thể cắm một cái bia tên tuổi anh em. Có những người, sau khi chôn xong thì bị lũ cuốn trôi, hay bom lại xới lên, phải chôn lại... Riêng trong chiến dịch giải phóng và sau này bảo vệ thành cổ Quảng Trị, hàng trăm anh em chúng tôi đã nằm - chính xác hơn là tan hòa vĩnh viễn vào lòng sông Thạch Hãn và cả các dòng sông khác. Vì vậy mỗi lần về lại Quảng Trị, tôi đều lên đồi cao đốt hương cho khói tỏa đến vong linh anh em đồng đội, rồi xuống sông thả hương hoa gửi vào lòng suối, cuối sông... | ” |
| — Lê Bá Dương, " | |   |

Sau chuyện này những người bạn Lê Bá Dương ở Triệu Hải cứ đến dịp 27 tháng 7 năm nào cũng mua hương hoa ra thả. Lâu dần thành tập quán chung của người dân ở hai bên bờ Thạch Hãn và bây giờ là tập quán của mỗi người dân Quảng Trị. Những cán bộ văn hóa và văn nghệ sĩ tại Quảng Trị sau đó đã nâng nghĩa cử này trở thành một lễ hội.
Nằm trong tổng thể dự án xây dựng một khu tưởng niệm ở Quảng Trị để hương khói cho vong linh đồng bào, chiến sĩ, năm 2007 Ngân hàng Phát triển Việt Nam đã xin phép tỉnh để được đầu tư xây dựng trước một hạng mục quan trọng là bến thả hoa nối dài ra phía lòng sông tại bờ kè phía Nam sông Thạch Hãn, đồng thời thể theo ước nguyện của các cụ lão thành xin trồng 81 cây phượng bên bờ kè Nam sông Thạch Hãn.

## Sáng tác

### Văn chương
Ngoài những tác phẩm nhiếp ảnh, một bài thơ mang tên Lời gọi bên sông của Lê Bá Dương, được sáng tác chiều ngày 27 tháng 7 năm 1987, đã trở nên nổi tiếng với hàng chục dị bản khác nhau lưu truyền trong nhân dân, với sự khác biệt đôi chút về từ ngữ trong các câu thơ. Bài được nhà văn Đỗ Kim Cuông biên tập đưa in lần đầu trên Tạp chí Khoa học công nghệ Khánh Hòa số kỷ niệm ngày Thương binh Liệt sĩ 27 tháng 7 năm 1990 và hiện nay được khắc trên bia đá bên bờ Thạch Hãn. Có thể nói, bài thơ thấm đẫm nghĩa tình đồng đội này đã chạm đến nỗi đau tận cùng của sự hy sinh, mất mát trong chiến tranh, làm rung động lòng người:
Đò lên Thạch Hãn ơi... chèo nhẹ
Đáy sông còn đó bạn tôi nằm
Có tuổi hai mươi thành sóng nước
Vỗ yên bờ, mãi mãi ngàn năm
Ngoài bài thơ nói trên, một bài thơ hai câu của Lê Bá Dương đã xuất lộ trong một tình huống khác khi ông trả lời câu hỏi của một cô bé trong nhà dân "chú ơi, tại sao lại gọi là quân giải phóng Bắc Quảng trị". Hai câu thơ viết vội trong trang sách học trò của cô bé và cũng là hai vế đối. Nhân dịp kỷ niệm 35 năm giải phóng Quảng Trị hai câu thơ đó đã trở lại với Lê Bá Dương trong hình hài tờ giấy học trò ố vàng nhưng vẫn còn nguyên nét chữ. Nghệ sĩ nhiếp ảnh Đoàn Công Tính đã đề nghị một nhà thư pháp viết hai câu thơ mà theo ông, đó là tuyên ngôn hay nhất bằng thơ về quân giải phóng Bắc Quảng Trị của Lê Bá Dương:
Một khẩu súng giữ hai trời Nam Bắc
Một dấu chân in màu đất hai miền.
Cuối năm 2007, Lê Bá Dương đã đứng ra tập hợp các cựu chiến binh năm xưa sưu tập tư liệu để làm cuốn sách Trung đoàn 27 Triệu Hải - Nhật ký viết bằng văn vần
Tháng 8 năm 2009 nhân kỷ niệm 55 năm ngày thành lập Đặc khu Vĩnh Linh (25 tháng 8 năm 1954–25 tháng 8 năm 2009), Lê Bá Dương cùng đồng đội cho ra mắt cuốn sách Thép từ ngàn độ lửa, tập hợp những bài viết theo lối thuật chuyện của nhiều tác giả không chuyên với tư cách là những người trong cuộc. Trong 348 trang với 57 tác phẩm của 41 tác giả, sách nói về cuộc "vạn lý trường chinh" của người dân giới tuyến Vĩnh Linh 40 năm về trước, lòng tri ân của người dân Vĩnh Linh đối với đồng bào và chiến sĩ miền Bắc. Sách đồng thời cũng là tình cảm của Lê Bá Dương và đồng đội đối với đồng bào Vĩnh Linh trong những năm các anh "ăn cơm Bắc, đánh giặc Nam".

### Nhiếp ảnh
Năm 2005, sau chuyến đi Trường Sa ròng rã một tháng trời, Lê Bá Dương đã tổ chức thành công cuộc triển lãm ảnh mang tên "Khoảnh khắc Trường Sa" trưng bày 40 trong tổng số gần 500 bức ảnh chụp về Trường Sa của ông.

## Thông tin thêm
Đài Truyền hình Quảng Trị, Đài Truyền hình Việt Nam đã có các bộ phim tài liệu và chương trình giao lưu trên sóng về Lê Bá Dương và đồng đội mang tên Người thả hoa cho dòng sông và Một thời hoa lửa. Từ một trong những chương trình như vậy, VTV đã phối hợp với Nhà xuất bản Trẻ cho ra mắt cuốn sách mang tên Một thời hoa lửa viết về những người lính trong trận đánh kéo dài 81 ngày đêm (28 tháng 6 đến 16 tháng 9 năm 1972) tại Thành cổ Quảng Trị.